# Chase Tower (Amarillo)
Der Chase Tower, ehemals bekannt unter den Namen SPS Tower und Bank One Center, ist ein Wolkenkratzer in Amarillo im Westen von Texas. Er besitzt 31 Stockwerke und ist 114 Meter hoch, womit er das mit Abstand höchste Gebäude der Stadt ist. Zuvor diente er als Hauptsitz des örtlichen Zweiges der American National Bank of Texas. Ebenfalls beinhaltete er Büros des ehemaligen städtischen Stromversorgers Southwestern Public Service. Im Jahre 2006 wurde die Chase Bank neuer Hauptmieter und Namensgeber. Noch im selben Jahr wurde das Logo der Bank am Gebäude angebracht.
Im Jahre 2008 wurden im Zuge einer Vereinbarung mit der West Texas A&M University mehrere Räume der Universität zur Verfügung gestellt. Das Gebäude ist momentan zu 96 % belegt. Im Jahre 2007 wurde der Wolkenkratzer saniert.
Neben den als Büros dienenden Flächen finden sich außerdem zahlreichen Geschäfte im Gebäude wie ein Friseur, eine Bank, ein Büchergeschäft und ein Café.
Aufgrund seiner Ähnlichkeit wird das Gebäude oft mit dem One Financial Plaza in Fort Lauderdale, Florida, verwechselt.